# István Balogh
István Balogh (Budapest, 21 settembre 1912 – Budapest, 27 ottobre 1992) è stato un calciatore ungherese, di ruolo centrocampista.

## Palmarès

### Giocatore

#### Competizioni nazionali
- Campionato ungherese: 4

Újpest: 1934-1935, 1938-1939, 1945, 1945-1946

#### Competizioni internazionali
- Coppa Mitropa: 1

Újpest: 1939